# Ракета земя-въздух
Земя-въздух е вид управляеми ракети, които се използват за унищожаване на вражески самолети, вертолети, летящи шпионски апарати и по-рядко вражески атакуващи балистични ракети. Противовъздушните и противоракетни единици на всички армии по света разполагат с ракетни комплекси тип земя-въздух.
Разработването на този вид оръжие започва в Нацистка Германия по време на Втората Световна война, която обаче приключва преди да бъде изпробвано за пръв път. Една от тези първи ракети е „Васерфал“.
Ракетите тип земя-въздух могат да бъдат монтирани както на мобилни, така и на неподвижни установки. Днес съществуват и разновидности, достатъчно малки за да бъдат пренасяни от един-единствен войник (преносими зенитно-ракетни комплекси – ПЗРК). Такива са FIM-92 Стингър и 9К38 Игла.
Днес почти всички бойни кораби са въоръжени с противовъздушни ракети.

## Някои съвременни ракети земя-въздух
| Ракета           | Производител                  |
| ---------------- | ----------------------------- |
| Акаш             | Индия                         |
| Астер            | Великобритания/Франция/Италия |
| BL-64            | Великобритания                |
| MIM-104 Пейтриът | САЩ                           |
| FIM-92 Стингър   | САЩ                           |
| HQ-9             | Китай                         |
| С-75 Двина       | Русия/СССР                    |
| С-300ПМУ         | Русия/СССР                    |
| С-400 Триумф     | Русия                         |
| 9К38 Игла        | Русия/СССР                    |
| Тришул           | Индия                         |
| Роланд           | Франция/Германия              |
| RBS-70           | Швеция                        |